# Incontri internazionali di rugby a 15 di fine anno 1990
Nel rugby a 15 è tradizione che a fine anno (ottobre-dicembre) si disputino una serie di incontri internazionali che gli europei chiamano "Autumn International"  e gli appassionati dell'emisfero sud "Springtime tour". In particolare le nazionali dell'emisfero Sud, a fine della loro stagione si recano in tour in Europa.
- Argentina nelle Isole Britanniche: i "Pumas" tornano a visitare le Isole Britanniche dopo la guerra delle Falkland. I risultati saranno però pesanti sconfitte con Inghilterra  e Scozia, mentre onorevole è la resa con l'Irlanda. Il disastroso risultato, causato dall'invecchiamento dei migliori giocatori degli anni '80 (compreso Ugo Porta, rientrato in nazionale dopo 3 anni ed infortunatosi contro l'Inghilterra) porterà ad un profondo rinnovamento della nazionale argentina.

| Dublino 27 ottobre 1990 | Irlanda | 20 – 18 | Argentina | (Lansdowne Road) |

| Londra 3 novembre 1990 | Inghilterra | 51 – 0 | Argentina | (Twickenham) |

| Edimburgo 10 novembre 1990 | Scozia | 49 – 3 | Argentina | (Murrayfield) |

| Cardiff 17 novembre 1990 | Argentina XV | 22 – 34 | Barbarians | (Arms Park) |

- Nuova Zelanda in Francia: gli All Blacks visitano la Francia: netti i due successi sui "Blues".

| Nantes 3 novembre 1990 | Francia | 3 – 24 | Nuova Zelanda | Stade de la Beaujoire |

| Parigi 10 novembre 1990 | Francia | 12 – 30 | Nuova Zelanda | Parco dei Principi |

- Namibia in Europa : prima visita della nuova nazionale in Europa.

| Leicester 2 novembre 1990 | Inghilterra B | 31 – 16 | Namibia |  |

| Arras 13 novembre 1990 | Francia XV | 33 – 0 | Namibia |  |

- Emerging Wallabies in Europa:  la elezione australiana (in pratica la nazionale "B") si presenta in Europa per un tour, nel quale affronta anche le nazionali di Spagna e Italia (che sarà l'unica a batterla).

| Treviso 14 novembre 1990 | Italia XV | 19 – 18 | Emerging Wallabies | (Monigo) |

| Madrid 25 novembre 1990 | Spagna | 3 – 36 | Emerging Wallabies |  |

- Figi ad Hong Kong e al torneo di Tolosa. Mini tour ad Hong Kong e un torneo a Tolosa per i polinesiani. Torneo a cui partecipa anche Samoa

| Hong Kong 5 dicembre 1990 | Hong Kong | 6 – 54 | Figi |  |